# Monoxenus spinosus
Monoxenus spinosus är en skalbaggsart som beskrevs av Stefan von Breuning 1939. Monoxenus spinosus ingår i släktet Monoxenus och familjen långhorningar. Inga underarter finns listade i Catalogue of Life.